# Schneider Electric
Schneider Electric là một tập đoàn đa quốc gia của Pháp nằm trong bảng xếp hạng Fortune Global 500 và dẫn đầu thế giới về sản xuất các sản phẩm quản lý điện năng, tự động hóa và các giải pháp thích ứng với các ngành này. Trụ sở chính được đặt tại Rueil-Malmaison ở Hauts-de-Seine, và việc quản lý được chia thành ba bộ phận, trụ sở chính của Rueil, ở Boston, Hoa Kỳ và một bộ phận đang trong quá trình thành lập tại Hồng Kông.
Schneider Electric SE được đưa vào chỉ số thị trường chứng khoán CAC 40 và trong Sàn giao dịch liên lục địa (trước đây là NYSE Euronext).